# Christian Nyampeta
Christian Nyampeta, född 1981 i Kigali, Rwanda, är en nederländsk konstnär med bas i Amsterdam och New York. Han arbetar multidisciplinärt och skapar både film/video, ljud, möbler/modeller/skulptur, teckningar och installationer, gärna i nära dialog med publiken.
Nyampeta har doktorerat i visuell kultur på Goldsmiths, University of London. Han har visat sina verk bl a på  Camden Arts Centre i London, Guggenheim i New York och konstbiennalerna Documenta 15 i Kassel, Dak’art i Senegal och Gwangju i Sydkorea.
Nyampeta har haft IASPIS-residens i Stockholm, och bl a producerat konstfilmen "Det var vackert ibland / Sometimes it was beautiful" (2018) i samarbete med Tensta konsthall, Etnografiska museet och Folkets hus och parker. Filmen kan ses som ett svar på en äldre film, "I fetischmannens spår" (1948), som filmaren Sven Nyqvist spelade in i missionsmiljö i Belgiska Kongo.
Utöver sin egen konstnärliga praktik driver Nyampeta den experimentella radiostationen Radius. Han är aktiv i Nyanza Working Group of ARAC och Boda Boda Lounge, en panafrikansk festival för film och video. År 2019 tilldelades han både Art Prize Future of Europe av GfZK i Leipzig, och European Union Prize på Bamako Encounters, den afrikanska foto-biennalen.